# Pali się
Chansons représentant la Pologne au Concours Eurovision de la chanson
Light Me Up
(2018) Empires
(2020)
Singles de Tulia
Wstajemy już
(2018)
Pali się ou Fire of Love (Pali się), dans sa version bilingue (« Ça brûle (Feu d'amour) »), est une chanson du groupe polonais Tulia, parue sur l'album Tulia en 2018 et sortie en single numérique, dans sa version bilingue anglo-polonaise, le 8 mars 2019.
Après avoir été sélectionné en interne par la Télévision polonaise, elle a été sélectionnée dans une version bilingue polonais-anglais pour représenter la Pologne au Concours Eurovision de la chanson 2019 à Tel-Aviv en Israël.

## À l'Eurovision
Le 8 mars 2019, la chanson Pali się (Fire of Love) fut annoncée pour être interprétée par Tulia. Lors de l'Eurovision, elle est interprétée dans la première moitié de la première demi-finale le 14 mai 2019.
Elle est interprétée dans une version bilingue polonais, langue nationale de la Pologne, et anglais, le choix de la langue étant libre depuis 1999.

## Liste des titres
| 1. | Pali się | Sonia Krasny, Allan Rich, Jud Friedmann | Nadia Dalin | 2:51 |

| 1. | Pali się (Fire of Love) | Sonia Krasny, Allan Rich, Jud Friedmann | Nadia Dalin | 2:45 |

## Historique de sortie
| Région        | Titre                   | Date             | Format                               | Label                  |
| ------------- | ----------------------- | ---------------- | ------------------------------------ | ---------------------- |
| Monde entier, | Pali się                | 23 novembre 2018 | Téléchargement numérique, clip vidéo | Universal Music Polska |
| Monde entier, | Pali się (Fire of Love) | 8 mars 2019      | Téléchargement numérique             | Universal Music Polska |